# Tarnowa (Brudzew)
Tarnowa is een plaats in het Poolse district  Turecki, woiwodschap Groot-Polen. De plaats maakt deel uit van de gemeente Brudzew en telt 200 inwoners.